# 小行星2996
小行星2996（2996 Bowman）是一颗绕太阳运转的小行星，为主小行星带小行星。该小行星于1954年9月5日发现。
該小行星以美國志工天文學家弗雷德·N·鮑曼（Fred N. Bowman）命名。

## 轨道参数
小行星2996的轨道半长轴为2.7825708 UA，离心率为0.030。